# Битва на Сутени
Битва на реке Сутени — сражение в 1103 году между войсками Киевской Руси и половцами, выигранное русскими князьями. Произошло в правление в Киеве Святополка Изяславича. Сражение стало первым наступательным движением русских князей в русско-половецком противостоянии, насчитывавшем на тот момент 50 лет.

## Предыстория
15 сентября 1101 года русские князья заключили с половцами мир у Сакова.
В 1103 году состоялся Долобский съезд князей, на котором было принято решение провести поход в степь. Летопись рассказывает о точке зрения дружины Святополка, которая считала, что объявить поход весной значит погубить смердов и пашню, а решающий аргумент за поход привёл Владимир Мономах, призвавший не дожидаться половецких набегов и гибели смердов во время них. Различные исследователи толкуют это как знак военной службы смердов в коннице либо знак привлечения их лошадей для конного городского ополчения.

## Поход
Общий сбор произошёл в Переяславле, откуда в ладьях и на конях пошли до острова Хортица на Днепре. Затем пехота выгрузилась на берег, и всё войско шло 4 дня на восток. Половцы решили дать бой русским с перспективой ответного похода в случае победы. Сторожевые части половцев во главе с Алтунопой попали в засаду, устроенную русскими сторожевыми частями. Про столкновение главных сил известно только то, что русские действовали как в конном, так и в пешем строю. Во время преследования было убито множество половцев, в том числе 20 половецких «князей» (Урусоба, Кчий, Арсланапа, Китанопа, Куман, Асуп, Курток, Ченегреп, Сурьбарь и другие). Белдюз был захвачен Святополком, передан Владимиру, и несмотря на предложение за себя выкупа, был убит за несоблюдение мирного договора.

## Итоги
В числе результатов сражения летопись называет взяли тогда скот, и овец, и коней, и верблюдов, и вежи с добычей и с челядью, и захватили печенегов и торков с вежами. Вероятно, речь идёт о той части печенегов и торков, которая осталась в степях, подчинившись половцам. В том же году Святополк отстроил город Юрьев на Роси, сожжённый в 1095 году половцами (ранее его население было помещено в городе Святополч на Витичевском холме в 56 верстах от Киева). Уже в следующем, 1104 году хан Боняк пришёл к Зарубу на правый берег Днепра и нанёс поражение тем торкам и берендеям, которые нашли убежище на Руси, но в 1107 году последовал разгром Боняка и Шарукана во время их похода на Русь. А в результате общих походов русских князей в 1109, 1110 и 1111 годах борьба была перенесена вглубь степей, и половцы вынуждены были откочевать от границ Руси, в том числе на Северный Кавказ, тем самым примерно на два десятилетия была устранена опасность половецких набегов на пограничные со степью русские земли.